# 手工作坊式生产模式
手工作坊式生产模式是指手工制造產品的模式，它在前工業社會是常见的生產產品的方法。現代某些手工藝愛好者也會手工製造產品。
通過手工作坊式生产模式生產的產品是獨一無二的，但會帶來弊端。改變世界的機器一書提到早期汽車的生產，由於每輛汽車都是獨一無二的，一旦汽車有零部件損壞，則很難在市場上買到合適的零件。大量生產和可互換零件的出現使得獲取各種車型的零件更為容易。